# Mateusz Bochenek
Mateusz Bochenek (ur. 12 marca 1993 w Sosnowcu) – polski polityk, urzędnik i samorządowiec, w latach 2018–2019 przewodniczący rady miejskiej Sosnowca, poseł na Sejm IX i X kadencji.

## Życiorys
Absolwent II Liceum Ogólnokształcącego im. Emilii Plater w Sosnowcu. Ukończył studia w Instytucie Filozofii oraz w Instytucie Nauk Politycznych i Dziennikarstwa na Uniwersytecie Śląskim w Katowicach. Kształcił się podyplomowo na studiach typu MBA na Akademii WSB. Od 2006 był aktywny w młodzieżowej radzie miejskiej, później został jej opiekunem z ramienia Urzędu Miejskiego w Sosnowcu. Działał także w radzie dzielnicy Maczki, w której piastował funkcję przewodniczącego. Został prezesem stowarzyszenia „Młodzi wspólnie dla” i członkiem rady społecznej w SP ZOZ Rejonowe Pogotowie Ratunkowe w Sosnowcu.
Zaangażował się w działalność polityczną w ramach Platformy Obywatelskiej. Był asystentem marszałka województwa śląskiego. W 2014 został asystentem prezydenta Sosnowca Arkadiusza Chęcińskiego, w marcu 2018 objął funkcję jego pełnomocnika ds. kultury i promocji miasta oraz współpracy z organizacjami pozarządowymi. W 2018 został wybrany radnym miejskim Sosnowca, objął funkcję przewodniczącego tego gremium. W wyborach parlamentarnych w 2019 uzyskał mandat posła na Sejm IX kadencji w okręgu sosnowieckim (zdobył 15 421 głosów). Objął funkcję przewodniczącego Parlamentarnego Zespołu ds. Zagłębia Dąbrowskiego. W wyborach w 2023 z powodzeniem ubiegał się o poselską reelekcję (z wynikiem 15 117 głosów). W Sejmie X kadencji objął funkcję zastępcy przewodniczącego Komisji Ustawodawczej, zasiadł też w Komisji Administracji i Spraw Wewnętrznych oraz Komisji Sprawiedliwości i Praw Człowieka.

## Wyniki w wyborach ogólnopolskich
| Wybory | Komitet wyborczy | Komitet wyborczy     | Organ            | Okręg | Wynik          |
| ------ | ---------------- | -------------------- | ---------------- | ----- | -------------- |
| 2019   |                  | Koalicja Obywatelska | Sejm IX kadencji | nr 32 | 15 421 (4,60%) |
| 2023   | Sejm X kadencji  | Koalicja Obywatelska | 15 117 (4,00%)   | nr 32 |                |